# Гурда, Казимеж
Кази́меж Гу́рда (пол. Kazimierz Gurda, 29 августа 1953 года, Ксёнжнице-Вельке, Малопольское воеводство, Польша) — католический прелат. Ректор Высшей духовной семинарии в Кельце (1998—2005); вспомогательный епископ Кельце с 18 декабря 2004 года по 16 апреля 2014 года; епископ Седльце с 16 апреля 2014 года.

## Биография
В 1971 году поступил в Высшую духовную семинарию в городе Кельце, по окончании которой был рукоположён 11 июня 1978 года в священника епископом Кельце Яном Ярошевичем. Служил викарием в различных приходах епархии Кельце. Обучался в Латеранском университете в Риме, по окончании которого в 1988 году получил учёную степень доктора богословия по специальности «патрология». С 1989 года преподавал патрологию в Высшей духовной семинарии в Кельце. С 1998 по 2005 год был ректором этой семинарии.
18 декабря 2004 года Римский папа Иоанн Павел II назначил Казимежа Гурду вспомогательным епископом Кельце и титулярным епископом Хузиры. 5 февраля 2005 года состоялось рукоположение Казимежа Гурды в епископа, которое совершил епископ Кельце Казимеж Рычан в сослужении с епископом Радома Эдвардом Генриком Матерским и вспомогательным епископом Кельце и титулярным епископом Лиматы Марианом Флорчиком.
16 апреля 2014 года назначен епископом Седльце.